# Oc (lok)
Oc-loken var två elektrolok vid Statens Järnvägar (SJ) som introducerades vid malmbanan år 1920. Loken var byggda som länklok och användes i malmtrafiken, både i linje- och växlingstjänst. Två lok kunde köras multipelkopplade, vilket utnyttjades i malmtåg mellan Gällivare och Riksgränsen. Oc-loken hade fina gångegenskaper på grund av sin länkade konstruktion, men i linjetjänst uppstod olika tekniska problem, och användningen kom senare att begränsas till växling av malmvagnar. Loken köptes in från tyska Allgemeine Elektricitäts-Gesellschaft (AEG), och var baserade på den tyska loktypen E711, ursprungligen tillverkade för de Preussiska Statsbanorna som typ EG serie 511-537.
| Huvuddata                  | Huvuddata                  | Huvuddata               |
| -------------------------- | -------------------------- | ----------------------- |
| Axelanordning och spårvidd | Axelanordning              | B'B'                    |
| Axelanordning och spårvidd | Spårvidd                   | 1435 mm                 |
| Motorer                    | Antal                      | 2                       |
| Motorer                    | Beteckning                 | EKB 87                  |
| Motorer                    | Typ                        | Kommutator              |
| Motorer                    | Timeffekt per motor        | 500 hk                  |
| Motorer                    | Timvarvtal                 | 400 rpm                 |
| Motorer                    | Maxvarvtal                 | 1060 rpm                |
| Transmission               | System                     | Kuggväxel + koppelstång |
| Transmission               | Utväxling, kuggväxel       | 20:89                   |
| Transmission               | Utväxlingsförhållande      | 1:4,45                  |
| Dimensioner                | Drivhjulsdiameter          | 1350 mm                 |
| Dimensioner                | Längd över buffertar       | 12770 mm(†)             |
| Elsystem                   | Linjespänning, nominell    | 15 kV växelström        |
| Elsystem                   | Linjefrekvens, nominell    | 15 eller 16⅔ Hz         |
| Elsystem                   | Körlägen (kontroller)      | 0-1-2-...-11            |
| Elsystem                   | Kontaktorer                | 12                      |
| Vikter                     | Tjänstevikt                | 68000 kg                |
| Vikter                     | Adhesionsvikt              | 68000 kg                |
| Vikter                     | Största drivaxeltryck      | 17000 kg                |
| Prestanda                  | Startdragkraft             | ca 20 ton               |
| Prestanda                  | Största tillåtna hastighet | 60 km/h                 |
| Prestanda                  | Timeffekt                  | 1000 hk                 |

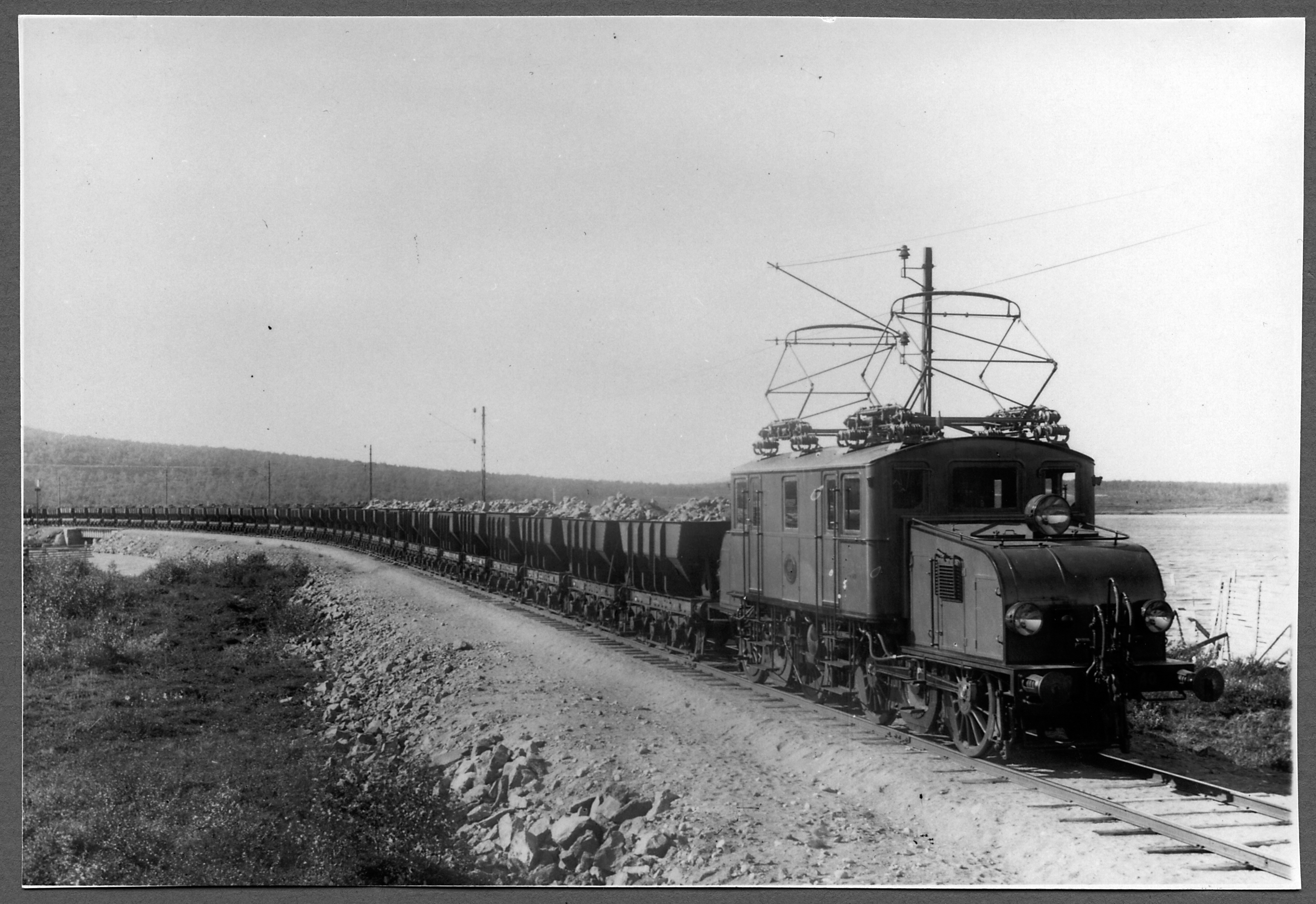
Oc-lok nr 40 med malmtåg vid Riksgränsbanan
Järnvägsmuseet KDAJ08520

(†)Senare uppgifter anger 12900 mm, beroende på att buffertarna blivit utbytta mot en något längre sort.